# Федчишин, Иван Антонович
Иван Антонович Федчишин (15 июня 1922, Белая Церковь, Киевская губерния — 16 июля 2001) — лётчик-истребитель, ветеран войны, спортсмен-парашютист. Первый абсолютный чемпион мира по парашютному спорту.

## Биография

### Детство
Родился 15 июня 1922 года в семье Федчишина Антона Тимофеевича, село Ярошевка, Томашпольский район, Винницкая область, Украина.
1925 год — семья переехала в Днепропетровск.
Первый раз на летное поле Днепропетровского аэроклуба Федчишин попал летом 1934 года.

### Приход в аэроклуб
1937 г. — окончил 8-й класс школы, устроился на работу учеником электрослесаря и записался в аэроклуб.
1938 г. — после окончания теоретической подготовки попал в группу инструктора Василия Аверьяновича Ялынич, а в конце июня 1938 года он уже выполнил первый самостоятельный полет на самолете У-2.
После завершения программы обучения с общей оценкой «Отлично», прибыли назначения о распределении. В предписании Ивана Федчишина стояло: «Качинское военное авиационное училище лётчиков-истребителей имени Мясникова».
- Аэроклуб Федчишин И. А.

### Служба в армии
1939 год (Апрель) — стал курсантом КВАУЛ.
В начале обучения полеты на У-2, затем — И-15, завершало летное обучение освоение И-153 — «чайки».
1940 год (Ноябрь) — выпуск из училища. Федчишин был направлен в распоряжение штаба ВВС Особого Западного военного округа.
В штабе ВВС округа, Федчишина назначают в 161-й резервный авиационный полк в Орше.

#### Война
1941 г., 22 июня — война для Ивана началась налетом на их аэродром в 3 утра. В этот день Федчишин, как и все лётчики, неоднократно подымался в воздух со своим звеном. Ему повезло, он уцелел в той кровавой мясорубке первого дня войны. В эти дни была нарушена связь между командованием фронта и командирами объединений, соединений и частей. Единственным средством связи и передачи информации была авиация связи, и Федчишин оставив боевой самолет, снова сел в кабину У-2 и принялся оправдывать поговорку: «Связь — это нервы войны».
1941 г., 30 июня — в штаб полка пришёл приказ о расформировании 161-го резервного истребительного авиационного полка вследствие невосполнимых боевых потерь. За 9 дней войны из полнокровного полка осталась горстка друзей.
После расформирования — резерв, переучивание на Як-1, назначение в 8-ю особую истребительную эскадрилью при Саратовском авиазаводе. 8-я особая занималась перегонкой собранных самолетов во фронтовые части. Два раза на перегонке у него загорался самолет из-за заводских дефектов.
За грамотные действия в горящих самолетах Федчишин И. А., впоследствии, был награждён орденом Красной Звезды.
1944 г. — 8-я особая была преобразована в 851-й особый перегоночный истребительный авиаполк.

#### Послевоенное время
После окончания войны Иван Антонович продолжил летать в должности командира звена связи в 323-й авиадивизии, затем в такой же должности в гвардейской Таманской дивизии.
1948 год (март) — приказ о демобилизации и увольнении в запас в звании старший лейтенант.
После демобилизации Иван Антонович вернулся в Днепропетровск, с ним приехала его жена, Любовь Ильинична.

### Работа в клубе и парашютный спорт
- Аэроклуб Федчишин И. А. (Ф62-4 подпись на обороте)

В том же 1948 году Федчишин обратился в Днепропетровский аэроклуб с просьбой принять его на летную работу, Ивану Антоновичу ответили отказом, так как аэроклуб летным составом был укомплектован полностью и вакантных мест не было. Начальник клуба предложил ему стать инструктором-лётчиком парашютистом во вновь создаваемом в клубе парашютном звене.
Федчишина проходит подготовку на учебно-методических сборах специалистов парашютных подразделений на базе Центрального аэроклуба СССР им. В. П. Чкалова. По результатам сбора ему присвоили квалификацию инструктора первой категории.
1949 г. — в аэроклуб из Белоруссии после демобилизации прибыл Петр Петрович Косинов, у него по тем временам была очень большая цифра парашютных прыжков — 278.
Косинов стал наставником Федчишина и стал передавать ему свой опыт. Федчишин под его руководством выполнил свой первый прыжок не держась за кольцо. Методика того времени предписывала выполнять парашютные прыжки с рукой уже лежащей на кольце основного парашюта.
1950 г. — первые внутриклубные соревнования по парашютному спорту, Федчишин занял второе место, уступив только Косинову. Так началась его спортивная биография.
1951 г. — Федчишин стал заместителем командира парашютного звена.
На очередных внутриклубных соревнованиях, Федчишин неожиданно для себя, а тем более для Косинова, обошёл его в прыжках на точность приземления и завоевал звание «Чемпион аэроклуба 1951 года». Косинов занял 2-е место. На этих соревнования Федчишин выполнил нормативы 1-го спортивного разряда.
В 1951 году проводился 5-й чемпионат СССР. Федчишин на чемпионате вывозящий лётчик женской команды от оборонного общества ДОСАВ.
Команда которую вывозил Федчишин заняла третье место среди женщин, а он сам был признан лучшим лётчиком чемпионата. В том же году согласно приказу областного комитета оборонного общества он стал спортсменом 1-го разряда.
1952 г. — Федчишин завоевал звание «Чемпион аэроклуба 1952 года». Его вызвали для участия в учебно-тренировочном сборе ведущих парашютистов страны с целью установления всесоюзных и мировых рекордов.
Во время проведения сборов проходил 6-й Чемпионат СССР по парашютному спорту и из участников сбора, были сформированы сборные ДОСААФ. Федчишин в сумме многоборья занял третье место и был награждён бронзовой медалью. В одном из упражнений он стал рекордсменом мира.
После завершения чемпионата, все участники рекордных сборов снова вернулись к их проведению. Рекордная группа должна была совершить ряд прыжков на одном из приволжских аэродромов, со стратегического бомбардировщика Ту-4, у которого для размещения парашютистов был подготовлен бомболюк. С 10 по 12 сентября 1952 года был установлен ряд мировых и всесоюзных рекордов, в одном из которых принимал участие Федчишин.
После завершения сборов, Федчишину было присвоено звание «Мастер спорта СССР» за спортивные результаты достигнутые на 6-м чемпионате СССР и при установлении мировых и всесоюзных рекордов. Во врученном Героем Советского Союза, заместителем Председателя ЦК ДОСААФ СССР, генералом-лейтенантом Каманиным Н. П., удостоверении значилось «… является мастером спорта по парашютному и самолетному спорту».
1953 г. — Федчишин назначается командиром парашютного звена аэроклуба.
На учебно-тренировочных сборах перед международной встречей парашютистов Чехословакии, Болгарии и СССР, тройка парашютистов в составе Сторчиенко, Косинов и Федчишин устанавливают рекорд.
На международной парашютной встрече в Моравско-Остраве (открылась 30 августа), первое место заняла команда СССР, 2-е — Чехословакия, 3-е — Болгария. В личном первенстве первое место и звание абсолютного чемпиона завоевал Иван Федчишин. Спортсменам-парашютистам сборной СССР, принимавшим участие в соревнованиях было присвоено высокое спортивное звание «Заслуженный мастер спорта СССР» им стал и Федчишин.
В этом же году за выдающиеся спортивные достижения Федчишин был награждён орденом Красной Звезды (вторым по счёту в его биографии).
1954 год (Май). Сборы по подготовке ко 2-му Чемпионату мира. Первый официальный Чемпионат мира проходил во Франции, но из-за малого количества участников, всего 19 человек, решено было официального чемпиона мира не провозглашать, ограничившись званием Победителя чемпионата. 2-й Чемпионат мира должен был стать полновесным чемпионатом мира и на нём должен был быть провозглашён первый официальный чемпион мира.
Во время проведения сборов, получено известие о том, что за большие заслуги в деле покорения воздушного пространства двум лётчикам — лётчику-инструктору парашютисту, члену сборной команды парашютистов Советского Союза Ивану Федчишину и лётчику сборной Григорию Мартыненко — присвоена квалификация «Летчик международного класса», так же во время проведения сборов, в июле 1954 года все та же тройка Сторчиенко, Косинов и Федчишин устанавливают рекорд в ночном прыжке на точность приземления с высоты 600 метров.
По результатам сборов определен состав сборной СССР на чемпионат мира: Иван Федчишин, Петр Косинов, Василий Марюткин, Феликс Неймарк, Валентина Селиверстова. Тренер команды — Павел Сторчиенко, вывозящий лётчик — Григорий Мартыненко.
3 августа состоялось официальное открытие Чемпионата во Франции (г. Сент-Ян.), а 4-го начались соревнования. Федчишин занял первые места во всех упражнениях программы соревнований.
Иван Антонович становиться абсолютным чемпионом мира (первым абсолютным Чемпионом Мира по парашютному спорту!).
За выдающиеся спортивные достижения и отличное выступление на чемпионате мира Федчишин Иван Антонович был награждён орденом Трудового Красного Знамени.
В конце сезона днепропетровцы выполняли прыжки по программе всесоюзных заочных соревнований между командами аэроклубов. Прыгая у себя дома, по программе этих соревнований, Федчишин ощутил, что с правой ногой что-то неладно. Болевые ощущения то нарастали, то пропадали, затем снова но уже продолжительнее. Федчишин выполнил программу прыжков и завершил прыжковый сезон, а в его личной книжке учета прыжков появилась цифра 500.
1955 г. Начало года — набор новичков, теоретические занятия и собственные тренировки по физподготовке. На тренировках все внимание правой ноге, острых болей не было.
Спортивный сезон начался 16 марта. Выполняя первый прыжок сезона, на приземлении Федчишин ощутил резкую боль в правом колене. При детальном обследовании в днепропетровском военном госпитале появился диагноз: предположительный разрыв мениска правого коленного сустава, после чего Федчишин был направлен в Москву, в Центральный институт травматологии и ортопедии (ЦИТО). Диагноз подтвердился, предстояла операция и несколько месяцев вне спорта. Следующий прыжок он выполнил 2-го сентября, почти через полгода.
1956 г. Уже в начале мая Федчишина вызвали в Москву, на тренировочные сборы перед 3-м Чемпионатом Мира. На сборах парашютистам передали новые Т-2, имевшие щель в куполе и горизонтальную скорость за счёт этого больше чем у ПТ-1, на котором прыгали парашютисты. Федчишина включают в сборную Советского Союза на 3-м чемпионате мира.
Мужская сборная на этом чемпионате заняла 2-е общекомандное место (сказалась неудача в одном из упражнений из-за резкой перемены ветра). Федчишин стал чемпионом мира в одном из упражнений.
1957 год. В начале марта в аэроклуб поступил приказ Председателя ЦК ДОСААФ СССР о создании штатной сборная СССР. Федчишин был включен в состав сборной, парашютное звено он передал Матвееву Евгению Васильевичу.
В апреле начались сборы по подготовке к 1-му кубку Адриатики, который прошёл с 18 по 24 августа в г. Тиват (Югославия). Сборная СССР заняла первое место, а Федчишин — второе место в личном зачете.
Сразу же после возвращения с кубка Адриатики, Федчишин попадает на чемпионат 9-й СССР в составе первой сборной ДОСААФ. Чемпионат проходил в Киеве на аэродроме «Чайка» с 8 по 14 сентября. 12 сентября, выполняя групповой прыжок, первая мужская сборная ДОСААФ устанавливает рекорд мира и СССР. Средний результат группового прыжка составил 5,63 метра, что лучше прежнего мирового достижения на один метр. Мужская команда ДОСААФ стала чемпионами Советского Союза 1957 года. Федчишин занял первые места в двух упражнениях.
Руководство ЦК ДОСААФ приняло решение начать тренировки сборной перед 4-м чемпионатом в Братиславе (Чехословакия) ещё в конце 57-го. 15 декабря приходит вызов на первые сборы.
Новый 1958 год Федчишин встречал на сборах. 4 января тренировки возобновились. Здесь же на сборах выполнил свой 800-й прыжок. 15 января сборы завершились, начало следующих было назначено на 20 марта. Напряженный спортивный график предыдущего 1957 года сказался на здоровье Федчишина, на вторых сборах начали болеть обе ноги, а к концу сборов они болели уже не только при прыжках но и при ходьбе. 9 апреля Федчишин выполнил свой последний в жизни 827-й прыжок. По решению тренеров и руководства он убыл со сборов, ещё не дожидаясь завершения. Врачи не разрешили Федчишину продолжать прыгать с парашютом и перед ним стала проблема резкого изменения образа жизни.
- Аэроклуб Федчишин И. А. с коллегами.
- Аэроклуб Федчишин И. А. с коллегой.
- Аэроклуб Федчишин И. А. с коллегами.

### После ухода из спорта
1959 год (январь). На ЮМЗ пришёл в 24-й цех и стал заниматься монтажом хвостовых отсеков ракет.
1961 г. Награждён за развитие ракетно-космической техники медалью «За трудовую доблесть».
1966 год, 30 августа. Командовал спортивным парадом на открытии днепропетровского спорткомплекса «Метеор».
Закончив трудовую деятельность, Федчишин ушёл на пенсию.
- Слева Федчишин И. А.

## Спортивные достижения
- 1951 — лучший лётчик 5-го чемпионата СССР по парашютному спорту.
- 1952 — мировые рекорды: групповой прыжок на точность приземления с высоты 1000 метров, команда показала результат 15,6 метра от цели; групповой прыжок с задержкой, группа покинула самолет на высоте 9416 метров и покрыла в свободном падении 8268,5 метра, время задержки составило 156 секунд.
- 1952 — 6-й Чемпионат СССР по парашютному спорту. 3-е место по сумме многоборья.
- 1953 — мировой рекорд — прыжок на точность приземления в составе тройки парашютистов с высоты 600 метров — 12 метров 43 сантиметров.
- 1953 — Международная встреча парашютистов в Моравско-Остраве. 1-е командное место и 1-е место в личном первенстве, звание абсолютного чемпиона.
- 1954 — рекорд в ночном прыжке на точность приземления с высоты 600 метров.
- 1954 — 2-й Чемпионат мира по парашютному спорту г. Сент-Ян. (Франция). Первые места во всех упражнениях программы. Первый абсолютный чемпион мира по парашютному спорту. 1-е место в составе мужской сборной СССР.
- 1956 — 3-й Чемпионат мира по парашютному спорту. 2-е место в составе мужской сборной СССР. 1-е место в одном из упражнений.
- 1957 — 1-й кубок Адриатики по парашютному спорту г. Тиват (Югославия). 1-е место в составе сборной СССР. 2-е место в личном зачете.
- 1957 — 9-й Чемпионат СССР по парашютному спорту, аэродром «Чайка» (г. Киев, Украина). 1-е место в составе 1-й сборной ДОСААФ. Первые места в двух упражнениях.
- 1957 — рекорд мира и СССР на 9-м чемпионате. В составе 1-й мужской сборной ДОСААФ результат группового прыжка — 5,63 метра.

## Награды
- Орден Отечественной войны 2-й степени (11.03.1985)
- Орден Трудового Красного Знамени (27.04.1957) — «за успехи, достигнутые в деле развития массового физкультурного движения в стране, повышения мастерства советских спортсменов, и успешное выступление на международных соревнованиях»
- 2 ордена Красной Звезды (21.02.1945; 1953)
- Медаль «За боевые заслуги» (18.03.1943)
- Медаль «За трудовую доблесть» (1961)
- Медаль «За победу над Германией»